# 8680 Rone
8680 Rone este un asteroid din centura principală de asteroizi.

## Descriere
8680 Rone este un asteroid din centura principală de asteroizi. A fost descoperit pe 2 martie 1992 la Observatorul La Silla în cadrul programului UESAC. El prezintă o orbită caracterizată de o semiaxă mare de 3,13 ua, o excentricitate de 0,16 și o înclinație de 5,9° în raport cu ecliptica.